# Hemidactylus jubensis
Espèce
Hemidactylus jubensis est une espèce de geckos de la famille des Gekkonidae.

## Répartition
Cette espèce se rencontre en Éthiopie et au Somaliland en Somalie.

## Étymologie
Son nom d'espèce, composé de jub[ba] et du suffixe latin -ensis, « qui vit dans, qui habite », lui a été donné en référence au lieu de sa découverte, le bassin du fleuve Jubba.

## Publication originale
- Boulenger, 1895 : Rettili e Batraci. Esplorazione del Giuba e dei suoi Affluenti compiuta dal Cap. V. Bottego durante gli Anni 1892-93 sotto gli auspicii della Società Geografica Italiana. Annali del Museo civico di storia naturale Giacomo Doria, ser. 2, vol. 15, p. 9-18 (texte intégral).